# Albuzzano
Albuzzano ist eine Gemeinde mit 3624 Einwohnern (Stand 31. Dezember 2023) in der Provinz Pavia in der italienischen Region Lombardei.

## Ortsteile
Im Gemeindegebiet liegen neben dem Hauptort die Fraktionen Alperolo, Barona und Vigalfo, sowie die Wohnplätze Cascina Vecchia und Torre d’Astari.